# Sigifredo Martínez
Pour les articles homonymes, voir Martínez et Ramírez.
José Sigifredo Martínez Ramírez, mieux connu sous le nom de Sigi Martínez ou Sigi Ramírez, né le 25 décembre 1943 à Callao au Pérou, est un footballeur péruvien qui jouait au poste d'attaquant. Il a effectué toute sa carrière en Espagne puis en France dans les années 1960 et 1970.

## Biographie
Sigi Martínez n'a pas eu l'occasion de jouer au Pérou. En 1962, il s'envole pour l'Espagne et s'enrôle au Real Saragosse où il joue jusqu'en 1967 (48 matchs en tout et 14 buts marqués). Au sein du club Maño, il remporte deux fois la Coupe d'Espagne (en 1964 et 1966). Il dispute trois matchs de la Coupe des villes de foires (deux buts marqués) dont il est vainqueur en 1964. 
Après des passages par d'autres clubs espagnols (dont le Recreativo de Huelva, l'Elche CF ou encore le Villarreal CF), il poursuit sa carrière en France à partir de 1972. Là-bas, il joue pour le SC Toulon, l'US Toulouse et l'AC arlésien.
Resté vivre en Espagne, Sigi Martínez exerce le métier d'entraîneur. Il dirige notamment le Deportivo Aragón entre 1987 et 1989.

## Palmarès(joueur)
Real Saragosse
- Coupe d'Espagne (2) :
  - Vainqueur : 1964 et 1966.
- Coupe des villes de foires (1) :
  - Vainqueur : 1964.